# Állam és Igazgatás
Az Állam és igazgatás (Állam és Igazgatás) társadalomtudományi folyóirat volt Magyarországon 1951 és 1989 között.

## Szakterülete
- politika
- államigazgatás (közigazgatás)

## Főszerkesztői
Varga András

## Története
Elődje 1949 és 1951 között az Állam és közigazgatás volt. Az Állam és igazgatás 1951-ben indult. 1956. október és 1959. április között szünetelt.
A folyóirat folytatása 1990 és 2006 között 	Magyar közigazgatás címen jelent meg; Címe 2008-tól 2022-ig  Új Magyar közigazgatás volt .